# Réseau ethernet métropolitain

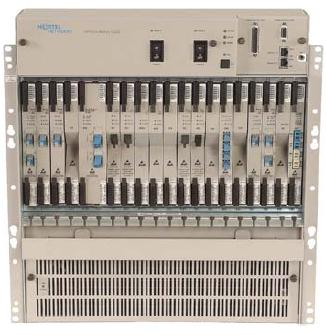
Un système de liaison Ethernet en zone urbaine

Un réseau ethernet métropolitain, également appelé réseau ethernet urbain ou Metro Ethernet (terminologie anglo-saxonne très répandue), est un réseau de télécommunications à haut débit basé sur le standard Ethernet qui couvre une zone géographique étendue. Alors qu'à l'origine le protocole Ethernet était utilisé principalement dans les réseaux locaux privés des clients (entreprises et particuliers), depuis 2003 environ, cette technologie tend à se développer également au sein des réseaux plus larges tels que ceux des fournisseurs de services de télécommunications, notamment dans les segments d'accès et métropolitain. Elle permet aux opérateurs de raccorder à haut débit leurs clients et de leur fournir différents services: services aux entreprises (interconnexion de succursales, accès distants à un site central, mise en réseau de stockage...), accès haut débit pour le grand public (incluant internet, voix, IPTV...), réseau de collecte des opérateurs mobiles etc. 